# 南京街 (香港)
南京街（英語：Nanking Street）是香港油麻地的一條東西走向街道，西起廣東道，東至志和街。南京街為一西向東行雙線單程行車道路，全條街道被彌敦道分成兩節。第一節由廣東道穿炮台街、新填地街、上海街、廟街、吳松街及白加士街至彌敦道。第二節則由彌敦道直至志和街。其中上海街到白加士街的一段全日都是行人專用區。南京街前稱第五街，1909年香港政府整頓街道名稱時，才把第五街之名改為南京街。

## 沿路景物
南京街位處油麻地舊區，毗連廟街、上海街等街道，故街上多見形形色色的大排檔，既有熟食檔位，亦見售賣服裝、衣飾及日用品之檔位。